# 南京医科大学

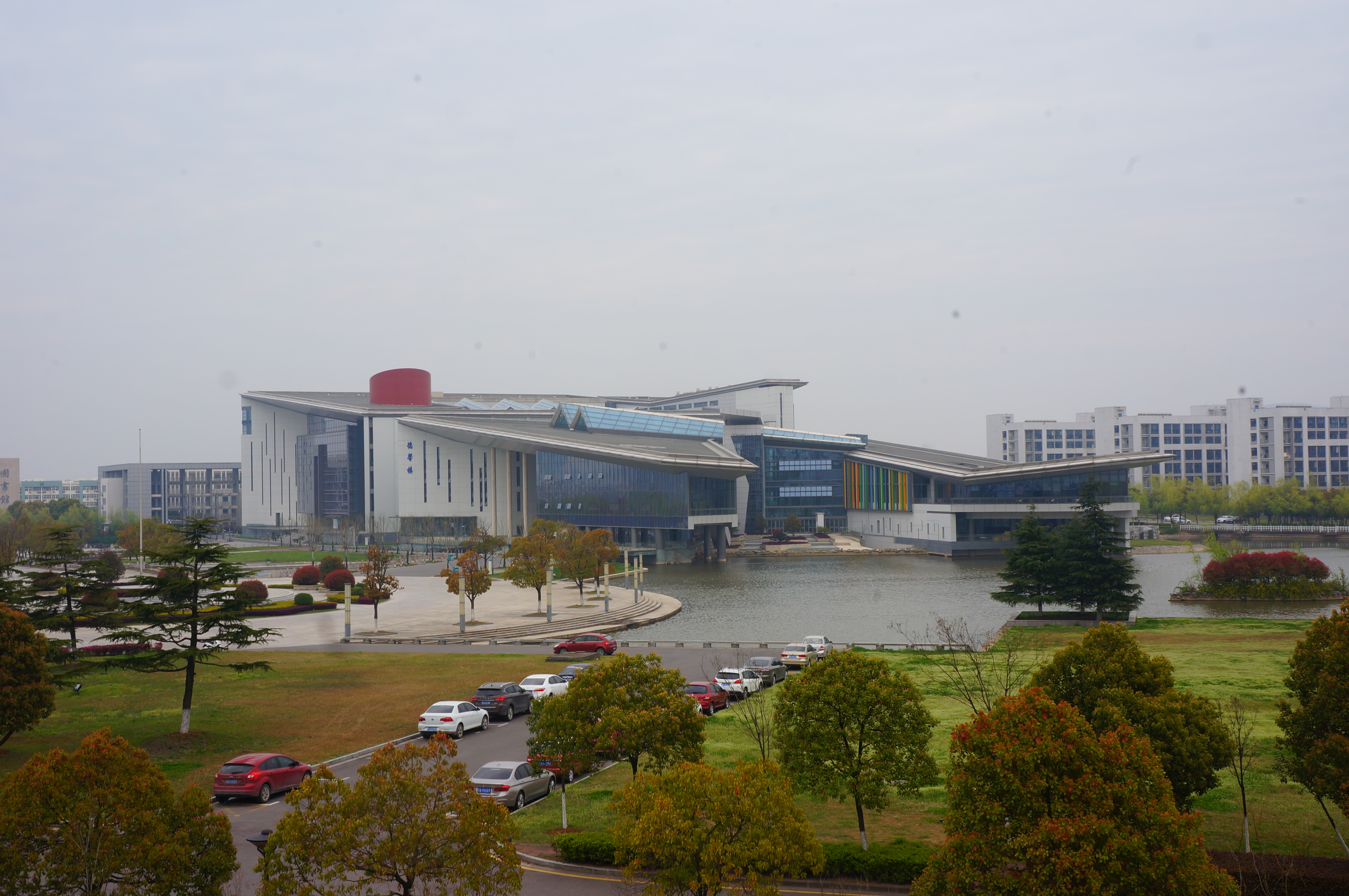
南京医科大学江宁校区

南京医科大学（英語：Nanjing Medical University，NMU）是中华人民共和国江苏省的一所全日制本科公办省属普通高等学校，位于南京市江宁区龙眠大道101号。

## 历史

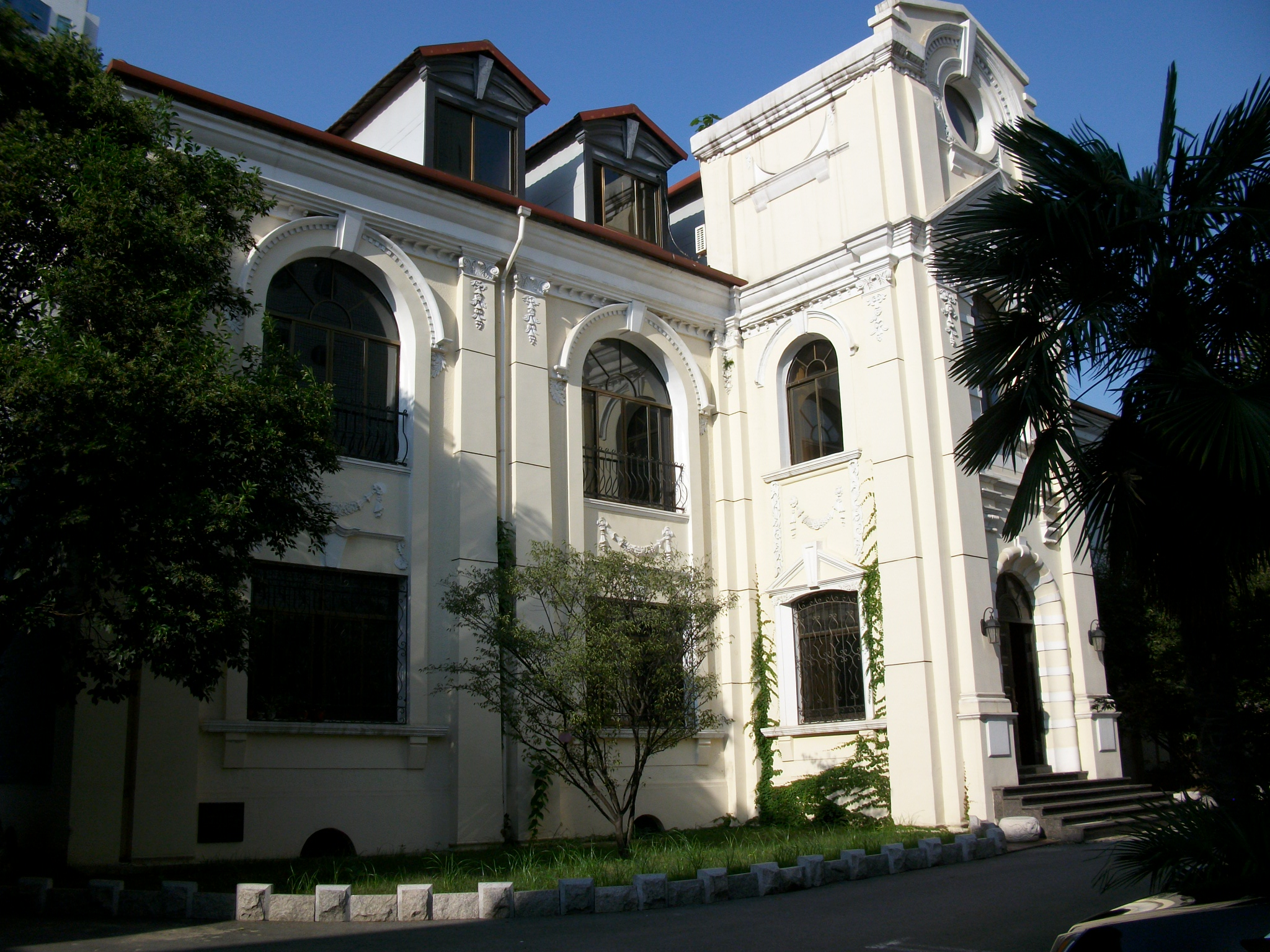
原校长楼，原为基督教百年堂传教士住宅

- 1934年，江苏省立医政学院成立，是国内最早开展研究生教育的高等学府之一。起初位于江苏镇江，陈果夫兼首任院长，胡定安任教育长。
- 1938年，因抗战迁至湖南沅陵，合并南通学院医科，改名国立江苏医学院，胡定安任院长。
- 1939年，迁至重庆北碚。
- 1946年，迁回镇江。
- 1957年，江苏医学院迁到南京，更名为南京医学院，当时院长为颜守民。
- 1962年，被列为全国首批六年制医药院校。
- 1981年，被批准为全国首批博士、硕士学位授予单位。
- 1993年，更名为南京医科大学。

## 现状
学校现有硕士学位授权点55个，博士学位授权点35个，博士后科研流动站3个，学位授权点已覆盖医学、理学、工学、管理学、法学、教育学和文学等7个学科门类，拥有3个国家重点学科、1个国家重点培育学科、12个省级重点学科。

## 专业
八年制
- 临床医学
- 儿科医学
- 口腔医学

六年制
- 医学司法鉴定
- 卫生法制

本科专业
- 临床医学
- 医学影像学
- 预防医学
- 英语专业
- 康复治疗学
- 医学检验
- 口腔医学
- 护理学
- 法医学
- 药学
- 公共事业管理
- 生物技术
- 生物医学工程

## 学院
- 基础医学院
- 第一临床医学院（即江苏省人民医院）
- 第二临床医学院（即南京医科大学第二附属医院）
- 第三临床医学院（即南京市第一医院）
- 第四临床医学院（由南京脑科医院、南京市妇幼保健院、南京医科大学附属眼科医院、南京医科大学附属友谊整形外科医院、南京明基医院、江苏省肿瘤医院、江苏省省级机关医院组成）
- 儿科学院（由南京市儿童医院、儿科医学研究所及儿科学系组成）
- 口腔医学院（即江苏省口腔医院）
- 姑苏学院（由苏州市立医医院、昆山市第一人民医院组成）
- 无锡医学中心（由无锡市人民医院、无锡市儿童医院、宜兴市人民医院、无锡市妇幼保健院和无锡市精神卫生中心组成）
- 常州医学中心（由常州市第二人民医院、常州市妇幼保健院、常州市武进人民医院、常州市第一人民医院、常州市第三人民医院组成）
- 苏北临床医学研究院（即淮安市第一人民医院）
- 鼓楼临床医学院（挂靠南京市鼓楼医院）
- 金陵临床医学院（挂靠东部战区总医院）
- 扬州临床医学院（挂靠苏北人民医院）
- 徐州临床医学院（挂靠徐州市中心医院）
- 泰州临床医学院（即泰州市人民医院)
- 镇江临床医学院（挂靠镇江市第一人民医院)
- 盐城临床医学院（挂靠盐城市第三人民医院)
- 青岛临床医学院（挂靠青岛市市立医院）
- 连云港临床医学院（挂靠连云港市第一人民医院）
- 上海东方临床医学院（挂靠上海市东方医院）
- 上海松江临床医学院（挂靠上海市松江区中心医院）
- 上海十院临床医学院（挂靠上海市第十人民医院)
- 药学院
- 生物医学与信息工程学院
- 康复医学院
- 医学影像学院
- 医政学院
- 公共卫生学院
- 护理学院
- 外国语学院
- 康达学院
- 国际教育学院
- 全科医学院及继续教育学院

## 办学特长
- 双一流”建设学科：
  - 公共卫生与预防医学
- 国家重点学科：
  - 内科学
  - 劳动卫生与环境卫生学
  - 药理学
- 国家重点（培育）学科：
  - 病理学与病理生理学
- 一级学科国家重点学科培育建设点 ：
  - 基础医学
  - 公共卫生与预防医学
- 教育部学科评估：
  - 公共卫生与预防医学（A+）
  - 基础医学（B+）
  - 临床医学（B+）
  - 口腔医学（B+）
  - 护理学（B+）
  - 药学（B）
- 江苏省重点学科：
  - 药学
  - 护理学
- 江苏省重点（培育）学科：
  - 生物学
  - 生物医学工程
  - 公共管理
- 江苏高校优势学科：
  - 基础医学
  - 临床医学
  - 公共卫生与预防医学

## 师资
学校现有在编专任教师945人，包括附属医院师资共有教授218人、副教授280人、博士生导师715人、硕士生导师2312人。学校现有中国工程院院士2名，美国国家医学院外籍院士1名，“长江学者奖励计划”特聘教授3名、青年学者2名，国家“万人计划”百千万工程领军人才1人，国家“万人计划”科技创新领军人才3人，国家“万人计划”青年拔尖人才2人，国家百千万人才工程7人，国家杰出青年科学基金获得者10人，优秀青年基金获得者16人，国家级教学名师1人，全国优秀教师1人，江苏特聘教授32人，“国家级教学团队”3个，教育部“创新团队”1个。

## 科研
学校临床医学、分子生物学与遗传学、生物学与生物化学、神经科学与行为学、药理学和毒理学、免疫学、社会科学总论、化学等12个学科进入ESI全球排名前1%，其中，临床医学、药理学与毒理学两个学科进入ESI全球排名前1‰。学校同时承担多项国家863计划项目和973计划项目等。学校馆藏图书文献资料丰富，拥有中文（外文）纸质图书、电子图书、全文电子期刊共一千多万册，是江苏省医学图书中心馆和高校文献保障系统医学文献中心。学校主办有11种学术期刊。附属医院方面拥有国家临床重点专科29个。

学校现有2个全国重点实验室、1个国家级国际联合研究中心、6个部级重点实验室（工程中心）、2个省级协同创新中心、27个省级重点实验室（工程中心）、4个省级国际联合实验室。拥有国内一流的医学模拟教育中心（MSC）和自主学习中心以及国内知名、省内一流的江苏省医药动物实验基地，建有江苏省唯一的省级卫生政策智库江苏省健康研究院以及省内唯一的转化医学研究机构江苏省转化医学研究院。
| 类型                         | 名称                                           | 依托机构 | 备注                                                                                  |
| 国家级科研机构               | 国家级科研机构                                 | 国家级科研机构                                                                                                | 国家级科研机构                                                                        |
| ---------------------------- | ---------------------------------------------- | --- | ------------------------------------------------------------------------------------- |
| 全国重点实验室               | 生殖医学与子代健康全国重点实验室               | 南京医科大学（牵头） 山东大学国家辅助生殖与优生工程技术中心（共建）                                           | 原南京医科大学生殖医学国家重点实验室                                                  |
| 全国重点实验室               | 络病理论创新转化全国重点实验室                 | 山东大学齐鲁医学院（共建） 南京医科大学（共建）                                                               | 建设中                                                                                |
| 国家级国际联合研究中心       | 环境与人类健康国际联合研究中心                 | 南京医科大学公共卫生学院（牵头） 哈佛大学（参与） 美国国立环境卫生研究所（参与）                              | 原科技部环境与人类健康国际联合研究中心                                                |
| 部省级科研机构               |                                                | |                                                                                       |
| 教育部重点实验室             | 现代毒理学教育部重点实验室                     | 南京医科大学公共卫生学院                                                                                      | 原江苏省应用毒理学重点实验室                                                          |
| 国家卫生健康委员会重点实验室 | 卫健委抗体技术重点实验室                       | 南京医科大学基础医学院                                                                                        | 原南京医科大学抗体工程研究中心                                                        |
| 国家卫生健康委员会重点实验室 | 卫健委生殖医学重点实验室                       | 南京医科大学公共卫生学院                                                                                      | 挂靠生殖医学与子代健康全国重点实验室                                                  |
| 国家卫生健康委员会重点实验室 | 卫健委核医学重点实验室                         | 江苏省原子医学研究所                                                                                          | 非直属                                                                                |
| 国家卫生健康委员会重点实验室 | 卫健委活体肝移植重点实验室                     | 江苏省人民医院                                                                                                |                                                                                       |
| 教育部工程研究中心           | 智能诊疗技术及器械教育部工程研究中心           | 南京医科大学生物医学工程与信息学院（牵头） 江苏省人民医院（共建） 南京市第一医院（共建） 南京脑科医院（共建） |                                                                                       |
| 江苏省协同创新中心           | 江苏省心血管病转化医学协同创新中心             | 南京医科大学（牵头） 江苏省人民医院（共建） 南京市第一医院（共建） 天津医科大学（参与）                       | 心血管病靶向干预研究国家重点实验室培育建设点                                          |
| 江苏省协同创新中心           | 江苏省肿瘤个体化医学协同创新中心               | 南京医科大学公共卫生学院（牵头） 江苏省肿瘤医院（共建）                                                       |                                                                                       |
| 江苏省重点实验室             | 江苏省异种移植重点实验室                       | 南京医科大学基础医学院（牵头） 江苏省人民医院（共建）                                                         | 为卫健委活体肝移植重点实验室的共建单位 为江苏省心血管病转化医学协同创新中心的共建单位 |
| 江苏省重点实验室             | 江苏省人类功能基因组学重点实验室               | 南京医科大学基础医学院（牵头） 江苏省人民医院（共建）                                                         |                                                                                       |
| 江苏省重点实验室             | 江苏省恶性肿瘤分子生物学及转化医学重点实验室   | 江苏省肿瘤医院                                                                                                | 为江苏省肿瘤个体化医学协同创新中心的共建单位                                          |
| 江苏省高校重点实验室         | 江苏省恶性肿瘤生物标志物与防治重点实验室       | 南京医科大学公共卫生学院                                                                                      | 为江苏省肿瘤个体化医学协同创新中心的共建单位                                          |
| 江苏省高校重点实验室         | 江苏省心血管病分子干预重点实验室               | 南京医科大学基础医学院（共建） 江苏省人民医院（共建）                                                         | 为江苏省心血管病转化医学协同创新中心的牵头单位                                        |
| 江苏省高校重点实验室         | 江苏省心脑血管药物重点实验室                   | 南京医科大学药学院                                                                                            | 为江苏省心血管病转化医学协同创新中心的共建单位                                        |
| 江苏省高校重点实验室         | 江苏省神经退行性疾病重点实验室                 | 南京医科大学基础医学院（牵头） 南京医科大学药学院（共建）                                                     |                                                                                       |
| 江苏省高校重点实验室         | 江苏省现代病原生物学重点实验室                 | 南京医科大学基础医学院                                                                                        | 原江苏省医学分子生物学重点实验室                                                      |
| 江苏省高校重点实验室         | 江苏省生殖医学重点实验室                       | 南京医科大学基础医学院                                                                                        | 为生殖医学与子代健康全国重点实验室的共建单位                                          |
| 江苏省高校重点实验室         | 江苏省应用毒理学重点实验室                     | 南京医科大学公共卫生学院                                                                                      | 挂靠现代毒理学教育部重点实验室                                                        |
| 江苏省高校重点实验室         | 江苏省口腔疾病研究重点实验室                   | 江苏省口腔医院                                                                                                |                                                                                       |
| 江苏省高校重点实验室         | 江苏省儿童重大疾病研究重点实验室               | 南京市儿童医院                                                                                                |                                                                                       |
| 江苏省高校重点实验室         | 江苏省老年医学重点实验室                       | 江苏省省级机关医院                                                                                            |                                                                                       |
| 江苏省工程研究中心           | 江苏省心血管病诊疗器械与设备工程实验室         | 南京医科大学生物医学工程与信息学院                                                                            | 为江苏省心血管病转化医学协同创新中心的共建单位                                        |
| 江苏省工程研究中心           | 江苏省智能穿戴监护与康复器械工程研究中心       | 南京医科大学生物医学工程与信息学院                                                                            | 为智能诊疗技术及器械教育部工程研究中心的牵头单位                                      |
| 江苏省工程研究中心           | 江苏省骨科机器人工程研究中心                   | 江苏省人民医院                                                                                                |                                                                                       |
| 江苏省工程研究中心           | 江苏省慢病大数据应用与智慧健康服务工程研究中心 | 江苏省人民医院                                                                                                |                                                                                       |
| 江苏省工程研究中心           | 江苏省抗体药物工程研究中心                     | 南京医科大学基础医学院                                                                                        | 为卫健委抗体技术重点实验室的牵头单位                                                  |
| 江苏省工程研究中心           | 江苏省基因药物技术中心                         | 南京医科大学药学院                                                                                            |                                                                                       |
| 江苏省工程研究中心           | 江苏省重大疾病药物靶标工程研究中心             | 南京医科大学药学院                                                                                            | 为重大疾病药物靶标国际合作联合实验室的牵头单位                                        |
| 江苏省工程研究中心           | 江苏省口腔转化医学工程研究中心                 | 江苏省口腔医院                                                                                                |                                                                                       |
| 江苏省工程研究中心           | 江苏省环境健康风险评估工程研究中心             | 南京医科大学公共卫生学院                                                                                      |                                                                                       |
| 江苏省工程研究中心           | 江苏省区域卫生信息化工程中心                   | 南京医科大学公共卫生学院                                                                                      |                                                                                       |
| 江苏省工程研究中心           | 江苏省抗衰弱体卫融合工程研究中心               | 南京医科大学附属逸夫医院                                                                                      |                                                                                       |
| 江苏省工程研究中心           | 江苏省眼科学和视觉科学工程研究中心             | 南京医科大学附属眼科医院                                                                                      |                                                                                       |
| 江苏省工程研究中心           | 江苏省数字医学与3D打印临床工程研究中心         | 南京市第一医院                                                                                                |                                                                                       |
| 江苏省工程研究中心           | 江苏省医学物理工程研究中心                     | 常州市第二人民医院                                                                                            |                                                                                       |
| 江苏省国际联合实验室         | 重大疾病药物靶标国际合作联合实验室             | 南京医科大学药学院                                                                                            |                                                                                       |
| 江苏省国际联合实验室         | 健康信息与康复工程国际合作联合实验室           | 南京医科大学康复医学院                                                                                        |                                                                                       |
| 江苏省国际联合实验室         | 心血管病国际合作联合实验室                     | 南京医科大学基础医学院                                                                                        | 为江苏省心血管病转化医学协同创新中心的共建单位                                        |
| 江苏省国际联合实验室         | 中英心血管病联合实验室                         | 南京医科大学（牵头） 剑桥大学（共建）                                                                         | 为江苏省心血管病转化医学协同创新中心的共建单位                                        |
| 江苏省科技公共服务平台       | 江苏省医药、农药、兽药安全性评价与研究中心     | 南京医科大学公共卫生学院                                                                                      | 为现代毒理学教育部重点实验室的共建单位                                                |
| 江苏省科技公共服务平台       | 江苏省医药动物实验基地                         | 南京医科大学实验动物中心                                                                                      |                                                                                       |
| 江苏省科技公共服务平台       | 江苏省临床研究与循证医学中心                   | 江苏省人民医院                                                                                                |                                                                                       |
| 江苏省智库                   | 江苏省健康研究院                               | 南京医科大学（共建） 江苏省卫生健康委员会（共建）                                                             |                                                                                       |

## 附属机构

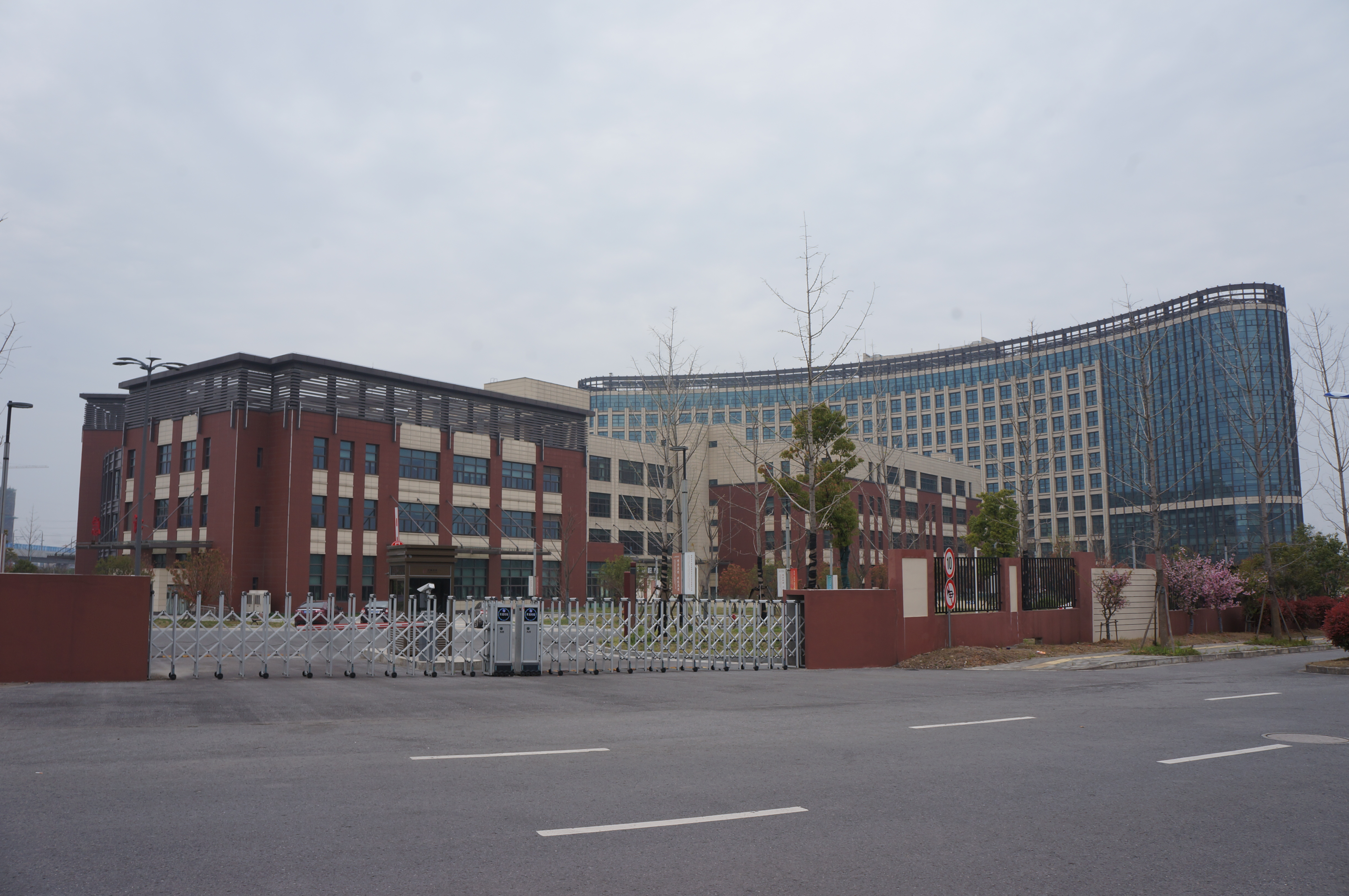
南京医科大学附属逸夫医院

### 直属附属医院
- 第一附属医院（江苏省人民医院）
- 第二附属医院（江苏省第二红十字医院）
- 第三附属医院（常州市第二人民医院）
- 第四附属医院（南京市浦口医院）
- 附属口腔医院（江苏省口腔医院、江苏省红十字口腔医院）
- 附属肿瘤医院（江苏省肿瘤医院）
- 附属脑科医院（南京脑科医院）
- 附属儿童医院（南京市儿童医院）
- 附属妇产医院（南京市妇幼保健院）
- 附属逸夫医院（南京医科大学附属逸夫医院）
- 附属江宁医院（南京市江宁医院）

### 非直属附属医院
- 附属南京医院（南京市第一医院、中国药科大学南京市第一医院、南京市心血管病医院）
- 附属眼科医院（江苏省红十字眼科医院）
- 附属老年医院（江苏省省级机关医院）
- 附属明基医院（南京明基医院）
- 附属友谊整形外科医院
- 附属苏州医院（苏州市立医院、苏州市红十字医院）
- 附属泰州人民医院（泰州市人民医院）
- 附属盛泽医院（江苏盛泽医院、江苏省人民医院盛泽分院）
- 附属无锡人民医院（无锡市人民医院）
- 附属无锡妇幼保健院（无锡市妇幼保健院）
- 附属无锡儿童医院（无锡市儿童医院）
- 附属无锡精神卫生中心（无锡市精神卫生中心）
- 附属常州妇幼保健院（常州市妇幼保健院）
- 附属淮安第一医院（淮安市第一人民医院）
- 附属宿迁第一人民医院（宿迁市第一人民医院）
- 附属克州人民医院
- 附属伊犁州友谊医院

### 其他附属机构
- 附属江苏省原子医学研究所（无锡江原医院）
- 附属南京疾病预防控制中心
- 附属无锡疾病预防控制中心

## 轶事
据华中理工大学原校长朱九思回忆，八十年代末有南京工学院与南京医学院合并成立东南大学的计划，但是最终并未能实施。2000年前后，有关部门曾希望将南京医科大学并入南京大学，但这一动议遭到南京大学的拒绝，南京大学校长蒋树声公开宣布坚决“反对一杯牛奶半杯水的合并”。2010年，南京医科大学再次传出将与南京大学合并，不过遭到不少南京医科大学教师的抵制。

## 期刊
- 《南京医科大学学报》
- 《临床皮肤病学》
- 《临床神经病学杂志》
- 《江苏医药》等11种学术期刊

## 参看
- 863计划
- 973计划